# USS Impulse (PG-68)
USS Impulse (PG-68) je bila korveta razreda flower Vojne mornarice ZDA, ki je bila operativna med drugo svetovno vojno.

## Zgodovina
Kraljeva vojna mornarica je 10. marca 1943 predala korveto HMS Begonia (K66) Vojni mornarici ZDA, ki jo je 22. avgusta 1945 vrnila Združenemu kraljestvu.